# Сельское поселение Сосновый Солонец
Се́льское поселе́ние Сосновый Солонец — муниципальное образование в Ставропольском районе Самарской области Российской Федерации.
Административный центр — село Сосновый Солонец.

## История
Статус и границы сельского поселения установлены Законом Самарской области от 28 февраля 2005 года № 67-ГД «Об образовании сельских поселений в пределах муниципального района Ставропольский Самарской области, наделении их соответствующим статусом и установлении их границ»

## Население
| 2010  | 2012  | 2013  | 2014  | 2015  | 2016  | 2017  |
| ----- | ----- | ----- | ----- | ----- | ----- | ----- |
| 2058  | ↗2217 | ↗2312 | ↗2362 | ↘2281 | ↘2124 | ↘2087 |
| 2018  | 2019  | 2020  | 2021  |       |       |       |
| ↘2034 | ↘2022 | ↘2013 | ↘1601 |       |       |       |

## Состав сельского поселения
| № | Населённый пункт  | Тип населённого пункта       | Население |
| - | ----------------- | ---------------------------- | --------- |
| 1 | Аскулы            | село                         | ↘84       |
| 2 | Берёзовый Солонец | село                         | 425       |
| 3 | Сосновый Солонец  | село, административный центр | ↘1549     |